# Balázs Borbély
Balász Borbély (Dunajská Streda, 2 ottobre 1979) è un allenatore di calcio ed ex calciatore slovacco, di ruolo difensore o centrocampista, tecnico del Győri ETO.

## Carriera

### Club
Ha giocato tra Slovacchia, Germania, Romania e Cipro.
Nel gennaio 2006 è ceduto in prestito biennale e oneroso a € 50.000 al Kaiserslautern. Nel gennaio 2008 è ceduto a titolo definitivo al Timișoara in cambio di € 0,8 milioni.

### Nazionale
Il 9 luglio 2004 esordisce con la nazionale slovacca contro il Giappone (3-1).

## Palmarès

### Club

#### Competizioni nazionali
- Coppa di Slovacchia: 1

Artmedia Petržalka: 2003-2004
- Campionato slovacco: 1

Artmedia Petržalka: 2004-2005